# Codice ATC C05
Il codice ATC C05 "Vasoprotettori" è un sottogruppo del sistema di classificazione Anatomico Terapeutico e Chimico, un sistema di codici alfanumerici sviluppato dall'OMS per la classificazione dei farmaci e altri prodotti medici. Il sottogruppo C05 fa parte del gruppo anatomico C, farmaci per l'apparato circolatorio.
Codici per uso veterinario (codici ATCvet) possono essere creati ponendo la lettera Q di fronte al codice ATC umano: QC05... I codici ATCvet senza corrispondente codice ATC umano sono riportati nella lista seguente con la Q iniziale.
Numeri nazionali della classificazione ATC possono includere codici aggiuntivi non presenti in questa lista, che segue la versione OMS.

## C05A Farmaci per il trattamento delle emorroidi e delle ragadi anali per uso topico

### C05AA Corticosteroidi
C05AA01 Idrocortisone
C05AA04 Prednisolone
C05AA05 Betametasone
C05AA06 Fluorometolone
C05AA08 Fluocortolone
C05AA09 Desametasone
C05AA10 Fluocinolone acetonide
C05AA11 Fluocinonide
C05AA12 Triamcinolone

### C05AD Anestetici locali
C05AD01 Lidocaina
C05AD02 Tetracaina
C05AD03 Benzocaina
C05AD04 Cincocaina
C05AD05 Procaina
C05AD06 Oxetacaina
C05AD07 Pramocaina

### C05AE Miorilassante
C05AE01 Nitroglicerina per uso medico
C05AE02 Isosorbide dinitrato
C05AE03 Diltiazem

### C05AX Altri farmaci per il trattamento delle emorroidi e delle ragadi anali per uso topico
C05AX01 Alluminio preparazioni
C05AX02 Bismuto preparazioni, associazioni
C05AX03 Altre preparazioni, associazioni
C05AX04 Zinco preparazioni
C05AX05 Tribenoside

## C05B Terapia Antivaricosi

### C05BA Eparine o parinoidi per uso topico
C05BA01 Eparinoidi
C05BA02 Apolato di sodio
C05BA03 Eparina
C05BA04 Pentosano polisolfoestere
C05BA51 Eparinoidi, associazioni
C05BA53 Eparina, associazioni

### C05BB Agenti sclerosanti per Iniezioni (medicina) locali
C05BB01 Monoetanolamina oleato
C05BB02 Polidocanolo
C05BB03 Zucchero invertito
C05BB04 Sodio tetradecil solfato
C05BB05 Fenolo
C05BB56 Glucosio, associazioni

### C05BX Altri agenti sclerosanti
C05BX01 Dobesilato
C05BX51 Dobesilato, associazioni

## C05C Farmaci capillar-protettori

### C05CA Bioflavonoidi
C05CA01 Rutina
C05CA02 Monoxerutina
C05CA03 Diosmina
C05CA04 Troxerutina
C05CA05 Idrosmina
C05CA51 Rutina, associazioni
C05CA53 Diosmina, associazioni
C05CA54 Troxerutina, associazioni

### C05CX Altri farmaci capillaroprotettori
C05CX01 Tribenoside
C05CX02 Naftazone
C05CX03 Ippocastano, semi